# Anacardium giganteum
Anacardium giganteum là một loài thực vật có hoa trong họ Đào lộn hột. Loài này được Hancock ex Engl. mô tả khoa học đầu tiên năm 1876.